# チアゴ・エレーノ・エンリケ・フェレイラ
チアゴ・エレーノ（Thiago Heleno, 1988年9月17日 - ）は、ブラジル・ミナスジェライス州出身のサッカー選手。フィゲイレンセ所属。ポジションはDF（センターバック）。

## 経歴
クルゼイロECの下部組織出身。2006年5月7日、ECジュベントゥージ戦でデビューした。6月3日、フォルタレーザEC戦で初得点した。8月6日のサンタクルスFC戦でも得点し、このシーズンは15試合に出場して2得点した。2007年シーズンは27試合、2008年シーズンは32試合に出場した。
2005年、南米U-17選手権に出場した。グループリーグは4試合で18得点で、最終戦でパラグアイに競り負けた以外は勝利した。決勝リーグではコロンビアとエクアドルに快勝し、全勝同士の対戦となったウルグアイ戦は引き分けたが、得失点差で7度目の優勝を決めた。U-18ブラジル代表では14試合に出場して7得点した。2007年、南米ユース選手権に出場し、9試合中6試合に出場した。出場した試合はパラグアイ戦を除いてフル出場した。決勝ではコロンビアを2-0で下し、9度目の優勝を飾った。

## 所属クラブ
- 2006-2010  クルゼイロEC
- 2010-  デポルティーボ・マルドナド

→2010  SCコリンチャンス・パウリスタ (Loan)
→2011-2012  SEパルメイラス (Loan)
→2013  クリシューマEC (Loan)
→2014-2015  フィゲイレンセFC (Loan)
→2016-  アトレチコ・パラナエンセ (Loan)

## タイトル
ブラジル代表
- 南米U-17選手権 2005
- 南米ユース選手権 2007